# Лансинг
Ла́нсинг (англ. Lansing [ˈlænsɪŋ]) — город в США, столица штата Мичиган. Назван уроженцами Лансинга штата Нью-Йорк в честь своего города.

## История
Территория Лансинга была впервые исследована в 1790 году путешественником Хью Говардом, спустившимся на каноэ по реке Гранд-Ривер. Тогда она была покрыта густыми лесами и болотами. В феврале 1827 года район был размечен исследовательской партией и в 1830 году выставлен на продажу. Тем не менее в связи с отсутствием дорог и какой бы то ни было экономической активности желающих приобрести земельные участки долгое время не находилось. Зимой 1835—1836 годов двое братьев из Нью-Йорка приобрели дёшево большой участок земли к югу от современного города, и назвали это место Бидл-Сити. Местность затапливалась во время разливов реки и по нескольку месяцев в году находилась под водой. Не смутившись этим обстоятельством, братья вернулись в штат Нью-Йорк (а точнее, в город Лансинг), где и развернули рекламную кампанию по продаже участков, описывая несуществующий Бидл-Сити как состоящий из 65 кварталов город с церковью и главной площадью. Когда 16 человек, купивших участки, прибыли год спустя в Бидл-Сити, они поняли, что стали жертвой мошенников. Часть из них были настолько разочарованы, что покинули «город», оставшиеся переименовали Бидл-Сити в Лансинг, в честь своей малой родины, и принялись обустраиваться.
Покой сонной деревушки с двумя десятками жителей был резко нарушен в 1847 году, когда Законодательное собрание Мичигана, опасаясь повторения событий Англо-американской войны 1812 года (когда Детройт был захвачен британцами) приняло решение перенести столицу штата в Лансинг. подальше от Канады, которая в то время была частью недружественной Британской Империи. Во-вторых, считалось, что перенос столицы в Лансинг будет способствовать развитию южных областей штата. Первоначально город решили называть Мичиган-Сити, но в 1848 году вернулись к прежнему названию Лансинг. Из небольшого поселения Лансинг быстро стал расти и развиваться, к 1859 году население превысило 3000 человек. В 1872 году было завершено строительство Капитолия штата.
В 1855 году был открыт Университет штата Мичиган. Сейчас[когда?] университет предлагает более 200 программ обучения, среди которых есть международно признанные исследовательские проекты.
До 1890-х годов основным занятием населения было сельское хозяйство. В 1897 году Рэнсом Олдс основал компанию Олдсмобиль — первый автомобильный завод со сборочным конвейером в мире.
В 1905 году в Лансинге была основана автомобилестроительная компания REO Motor Car Company, просуществовавшая до 1975 года.

## География и климат

### Географические сведения
Лансинг расположен в Центральном Мичигане, у слияния рек Гранд-Ривер (крупнейшая река штата) и Ред-Сидар. На реках сооружены несколько дамб, используемых для снабжения города водой. Высота земной поверхности на территории города уменьшается с юго-востока (271 м) на северо-запад (246 м), центр города расположен на высоте 262 метра над уровнем моря. К северо-востоку от центра расположены два озера — Парковое и Лансинг, используемые для отдыха горожан.

### Климат
Лансинг расположен в зоне умеренно континентального климата, с холодной зимой и жарким летом. Близость Великих озёр делает зиму снежной, а лето — дождливым.
| Показатель                    | Янв.  | Фев.  | Март  | Апр.  | Май  | Июнь | Июль | Авг. | Сен. | Окт.  | Нояб. | Дек.  | Год   |
| ----------------------------- | ----- | ----- | ----- | ----- | ---- | ---- | ---- | ---- | ---- | ----- | ----- | ----- | ----- |
| Абсолютный максимум, °C       | 18,8  | 20,5  | 30,0  | 31,1  | 35,5 | 37,2 | 39,4 | 38,8 | 37,2 | 32,2  | 26,1  | 21,1  | 39,4  |
| Средний суточный максимум, °C | −1    | 0,7   | 6,7   | 14,3  | 20,4 | 25,7 | 28,0 | 26,7 | 22,6 | 15,5  | 8,1   | 1,2   | 14,0  |
| Средняя температура, °C       | −4,7  | −3,3  | 1,7   | 8,5   | 14,2 | 19,7 | 21,9 | 21,0 | 16,6 | 10,1  | 4,2   | −2    | 8,9   |
| Средний суточный минимум, °C  | −8,4  | −7,5  | −3,3  | 2,7   | 8,1  | 13,7 | 15,8 | 15,2 | 10,6 | 4,8   | 0,2   | −5,3  | 3,8   |
| Абсолютный минимум, °C        | −33,8 | −38,3 | −31,6 | −21,1 | −7,2 | −2,7 | −0,5 | −3,3 | −7,2 | −12,2 | −20,5 | −31,6 | −38,3 |
| Норма осадков, мм             | 41    | 37    | 52    | 76    | 85   | 87   | 72   | 82   | 88   | 64    | 70    | 47    | 801   |
| Источник: NWS                 |       |       |       |       |      |      |      |      |      |       |       |       |       |

## Население
По данным переписи 2010 года в городе проживало 114 297 человек, имелось 48 450 домохозяйств и 26 234 семьи.
Расовый состав населения:
- белые — 55,5 % (в 1970 — 86,4 %)
- афроамериканцы — 23,7 %
- латиноамериканцы — 12,5 %
- азиаты — 3,7 %

Среднегодовой доход на душу населения составлял 17 924 доллара США (данные 2000 года). Средний возраст горожан — 32,2 года. Уровень преступности высокий, почти в 3 раза превышает среднеамериканский показатель (большинство преступлений совершается в центральных районах, населённых чернокожими и латиноамериканцами).

## Экономика
Как и в большинстве столиц штатов, основными работодателями Лансинга являются органы власти различных уровней (федерального, штатного и муниципального), а также принадлежащие им учреждения образования и здравоохранения. Крупнейший работодатель города — Университет штата Мичиган.
Частный сектор экономики представлен прежде всего страховыми компаниями (в Лансинге расположено сразу четыре штаб-квартиры крупных фирм общенационального уровня: Auto-Owners Insurance, Jackson National Life, Accident Fund и Michigan Millers Insurance Company). Вопреки господствовавшей последние два десятилетия в американской экономике тенденции к деиндустриализации, Лансинг сохранил значительную часть своей машиностроительной отрасли — компании General Motors принадлежит крупный завод в черте города и четыре предприятия в его окрестностях. С начала 2000-х годов бурно развиваются сектора информационных и биотехнологий.

## Транспорт
В 5 километрах к северо-западу от центра города расположен Международный аэропорт Лансинг (IATA: LAN, ICAO: KLAN) с пассажирооборотом около 400 тысяч человек в год.
Регулярные пассажирские рейсы выполняются в Орландо, Детройт, Миннеаполис, Вашингтон и Чикаго, сезонные — в Лас-Вегас, Канкун, Пуэрто-Вальярту и Пунта-Кану. Ежедневно от ж/д вокзала в восточной части города (East Lansing) отправляется восемь автобусов-экспрессов компании Indian Trails в аэропорт Детройта.
В городе ежедневно совершает остановку скоростной поезд Blue Water Чикаго — Порт-Гурон (маленький городок на границе с Канадой).
Через Лансинг проходят межштатные шоссе I-69 и I-96, а также скоростная дорога US 127.
Общественный транспорт в Лансинге и пригородах представлен 34 автобусными маршрутами под управлением компании Capital Area Transportation Authority. Городские власти уделяют большое внимание оборудованию велосипедных дорожек, длина выделенной специально для велосипедистов проезжей части составляет 21 километр (по состоянию на 2010 год) и постоянно растёт.

## Города-побратимы
- Республика Корея: Асан
- Мексика: Сальтильо, Гвадалахара
- Япония: Оцу
- Китай: Саньмин
- Италия: Пьянецца[3]